# Лёвенвольде, Рейнгольд Густав
Рейнгольд Густав Лёвенвольде (нем. Reinhold Gustaw von Loewenwolde; 1693, Лифляндия — 1758, Соликамск) — фаворит Екатерины I, влиятельный придворный в правление Анны Иоанновны и регентство Анны Леопольдовны при императоре Иване VI, обер-гофмаршал (1730), брат дипломатов Карла и Фридриха; все трое были возведены Екатериной I в графское достоинство (24.10.1726). В результате дворцового переворота, совершённого Елизаветой, осуждён вместе с Головкиным, Менгденом, Минихом и Остерманом и сослан в Соликамск, формально — за растрату казённых денег.

## Происхождение
Рейнгольд Густав Левенвольде происходил из остзейских дворян. Отец Рейнгольда Густава, барон Герхард Иоганн Лёвенвольде, был соратником Паткуля и одним из лидеров «баронской фронды» Лифляндии, выступившей против политики редукций, проводившейся шведским правительством. За это Лёвенвольде-старший был приговорён к смертной казни, но бежал в Курляндию. В 1710 году он был пленипотенциаром (полномочным представителем) Петра I в Лифляндии и Эстляндии, а затем обер-гофмейстером Софии-Шарлотты, супруги царевича Алексея Петровича.

## При дворе
Рейнгольд Густав начал придворную карьеру ещё при жизни Петра I как камер-юнкер при дворе Софии-Шарлотты, супруги царевича Алексея Петровича, который возглавлял его отец, Герхард Иоганн Лёвенвольде.
Звезда Лёвенвольде взошла с воцарением Екатерины I, которая хорошо знала его и ранее. Рейнгольд стал фаворитом императрицы, камергером (1725), и вместе с двумя братьями, Карлом Густавом и Фридрихом Казимиром, был возведён в графское достоинство (1726). Благодаря близости к императрице Левенвольде сделался очень влиятельным человеком при дворе.
По словам историка Соловьёва, после восшествия на престол Анны Иоанновны, «он выдвинул Остермана, которого, как мы видели, бестужевская партия иначе не называла как креатурою Лёвенвольде».
В это же время Лёвенвольде познакомился с молодым повесой Эрнстом Бироном. По предположению С. М. Соловьёва, Бирон познакомился с Лёвенвольде в 1725 году, когда в свите герцогини Анны Иоанновны прибыл на коронацию Екатерины I. Лёвенвольде отрекомендовал Бирона императрице как большого знатока лошадей.
В 1725 году Бирон попал в неприятную ситуацию и просил помощи у Лёвенвольде. Как написал Бирон императорскому камергеру, в 1719 году в Кёнигсберге он «с большой компанией гулял ночью по улице, причём произошло столкновение со стражею, и один человек был заколот. За это все мы попали под арест; я три четверти года находился под арестом, потом был выпущен с условием заплаты на мою долю 700 талеров штрафа, а иначе просидеть три года в крепости». Бирон просил камергера заступиться за него перед прусским посланником в Петербурге бароном Акселем фон Мардефельдом, что Лёвенвольде и сделал. Согласно М. И. Семевскому, эту протекцию Бирону оказал Виллим Монс, а не Рейнгольд Лёвенвольде.
В марте 1727 года он вместе с Остерманом был назначен воспитателем Великого князя Петра Алексеевича, тогда же получил орден Александра Невского.
В царствование Петра II, после падения князя Меншикова, жизнь для Лёвенвольде сильно осложнилась . В это время единственной опорой для камергера оказался вице-канцлер Андрей Остерман, который защищал его от нападок Долгоруких. Но положение Рейногольда было шатким. Испанский посол герцог де Лириа даже написал в 1728 году про Лёвенвольде: «…так как его страшно ненавидят, то его, пожалуй, арестуют, несмотря на покровительство Остермана, потому что его ненавидят не только все русские и князь-фаворит (князь Иван Долгоруков), но даже и сам царь…». Последовавшая вскоре смерть юного императора спасла Лёвенвольде и даже предоставила ему возможность отличиться перед новой государыней.

## Обер-гофмаршал
Рейнгольд Густав значительно укрепил своё положение при дворе при императрице Анне Иоанновне, так как вместе со своим старшим братом Карлом Густавом участвовал в событиях, связанных с её воцарением.
В 1730 году они первыми поставили в известность герцогиню Курляндскую о замыслах Верховного тайного совета пригласить её на престол, ограничив её власть «Кондициями». Получив от Остермана, присутствовавшего на Совете, эти известия, Рейнгольд Густав направил тайного курьера к брату Карлу Густаву, жившему в то время в Лифляндии (ландрат в 1721—1735), который лично ездил к герцогине в Митаву. Граф Карл прибыл к герцогине на день раньше делегации Верховного тайного совета, советовал для вида принять «Кондиции», чтобы потом, по вступлении на престол, от них отказаться.
За эти услуги был приближен императрицей, стал обер-гофмаршалом, был награждён деньгами и землями. В 1732 году пожалован орденом Андрея Первозванного. Выполняя должность гоф-маршала, организовал управление двором. По словам Манштейна, «главным недостатком его была страсть к игре; это разорило его, так как он проигрывал часто очень большие суммы в один вечер». Иногда карточные долги его погашались лично императрицей.
Вместе с графом Андреем Остерманом, с которым был долгие годы дружен, продвигал мысль о продолжении династии через замужество Анны Леопольдовны с германским принцем.
В царствование Ивана VI при регентстве Анне Леопольдовне, пользуясь её исключительным доверием, занял самое видное положение при дворе. Исполнял различные, в том числе неприятные, поручения правительницы, в частности, именно он объявил графу Миниху о его отставке. Безуспешно предупреждал Анну Леопольдовну о надвигающемся перевороте.

## Опала
После воцарения Елизаветы был арестован и предан суду вместе с Остерманом, Минихом, Головкиным, Менгденом и Тимирязевым. Приговорён к смертной казни через отсечение головы, однако высочайше помилован, с заменой казни на ссылку с конфискацией имущества и лишением чинов, наград и дворянства. По словам Манштейна,
в сущности, преступление всех арестованных лиц состояло в том, что они не понравились новой императрице и слишком хорошо служили императрице Анне. Сверх того, Елизавета обещала тем, которые помогли ей взойти на престол, что она освободит их от притеснения иностранцев, поэтому пришлось осудить тех, кто занимал высшие должности… Миних, Остерман и Лёвенвольде перенесли своё несчастье с твёрдостью; не то было с другими.
Вскоре после этого по надуманному предлогу была репрессирована многолетняя возлюбленная Густава Рейнгольда Левенвольде Наталья Фёдоровна Лопухина (урожд. Балк).
Умер в ссылке в Соликамске.

Несправедливо, что и обер-гофмаршал граф Левенвольде подавал правительнице совет объявить себя императрицей. Лёвенвольде был прозорливого ума, и не предстояло ни малейшей побудительной причины преклонять великую княгиню на такой легкомысленный поступок. Преступление Лёвенвольде состояло в том, что граф показал правительнице письмо, полученное им из Фландрии, от одного уволенного от российского двора метрдотеля; прежний усердный служитель подробно описал заговор, умышляемый Елизаветою. Достойный Лёвенвольде, сотворённый для того, чтобы блистать при великом дворе, к общему сожалению, умер в Соликамске, куда он сослан был в заточение. Беспристрастие требует воздать похвалу гг. Строгановым, имеющим богатые заводы и соляные варницы в этом месте: сострадательные их сердца старались облегчать, сколько позволительно, несчастную участь Лёвенвольде, вспомоществовали и доставляли ему все потребное к пропитанию и содержанию. Да цветёт и наслаждается всеми благами потомство добродетельных душ!— Замечания на «Записки Манштейна о России»

## Отзывы современников
В своих записках испанский посол при российском дворе герцог де Лириа рассказывает о нём:

Граф Лёвенволд, обер-гофмаршал, был такого дурного характера, каких я встречал мало. Счастием своим он был обязан женщинам и достиг, наконец, чести быть фаворитом Екатерины I. Ничто не остановляло его в достижении его намерения, и он не пощадил бы лучшего своего друга и благодетеля, если бы видел для себя какую-либо из того пользу. Честолюбие его и тщеславие простирались до высочайшей степени. Религии в нём совсем не было, и едва ли он верил в бога; одна только корысть управляла им; он был лжив и коварен. Все вообще его ненавидели. Но вместе с сим он был ловок в обращении, хорошо служил и умел давать блестящие при дворе праздники; наконец, в нём был ум и красивая наружность
Академик Г. Ф. Миллер (1705—1783) в своем капитальном труде «История Императорской Академии наук в Санкт-Петербурге» говорит о Рейнгольде Лёвенвольде: 

…в то самое время, когда я находился в Берлине, там же проездом находился и некий ансамбль виртуозов, принятых на службу при Импер[аторском] дворе в Петербурге. После того, как императрица Анна взошла на престол, а камергер граф фон Лёвенвольде был призван к должности обергофмаршала (никогда человек более достойный не занимал этой должности), — после этого одной из забот этого замечательного человека стало обеспечить двор хорошей камерной музыкой, которая до тех пор [при дворе] была весьма посредственной

## В кинематографе
2008 — Тайны дворцовых переворотов, Фильм 7. Виват, Анна! — Андрей Руденский.